# Пєхота Олена Миколаївна
Оле́на Микола́ївна Пєхо́та (9 липня 1954, м. Челябінськ, РФ) — український науковець та громадський діяч. Зав. кафедри менеджменту освіти та педагогіки вищої школи Хмельницької гуманітарно-педагогічної академії. Доктор педагогічних наук, професор, дійсний член Міжнародної академії педагогічних і соціальних наук, член Європейської асоціації освіти вчителів (АТТЕ, Брюссель. Бельгія), Європейської асоціації освіти дорослих (ЕАЕА, Брюссель. Бельгія), міжнародного наукового товариства «Польща-Україна», Української асоціації освіти дорослих.   Заслужений діяч науки і техніки України.

## Життєпис
Ллена Пєхота народилася в родині військовослужбовця. Середню освіту здобула в м. Челябінську. Після закінчення Челябінського  державного педагогічного інституту (1976) працювала вчителем, викладачем у педагогічних вищих навчальних закладах Комсомольську-на-Амурі, Санкт-Петербургу, Миколаєва, Хмельницького.  
Кандидат педагогічних наук (1984). Закінчила  очну докторантуру і захистила докторську дисертацію з проблеми «Індивідуалізація професійно-педагогічної підготовки вчителя» при відділі педагогічної освіти Інституту педагогіки і психології професійної освіти НАПН України (1997). В системі вищої педагогічної освіти працює з 1977 р..
З 1990 р. працювала  в Миколаївському національному університеті ім. В. О. Сухомлинського доцентом кафедри педагогіки (1990), докторантом Інституту теорії і методики професійної освіти АПН України (1994—1997), завідувачем кафедри педагогічних технологій та педагогічної майстерності (1998—2003), кафедри освітніх технологій (2004—2010), кафедри педагогіки середньої та вищої освіти (2010—2015), деканом факультету післядипломної освіти (2003—2006), директором Інституту педагогічної освіти (2007—2014).
З  2015 р.  завідувач  кафедри менеджменту освіти та педагогіки вищої школи, член спеціалізованої вченої ради з захисту докторських дисертацій Хмельницької  гуманітарно-педагогічної  академії. Пройшла стажування в Міжнародному університеті Шиллера (Париж, Франція, 2017).  

## Наукова, освітня, громадська діяльність
Коло наукових інтересів  -  технологічний підхід у шкільній, педагогічній та освіті дорослих.   На засадах авторської концепції відкрила першу   в Україні інноваційну кафедру педагогічних технологій (1998), аспірантуру зі спеціальності 13.00.04 «Теорія та методика професійної освіти» (2000), спільно з НАПН України   створила Центр технологій середньої та вищої освіти (2000), Інститут педагогічної освіти МНУ ім.  В. О. Сухомлинського (2006). Працює в складі спеціалізованих вчених ради з захисту кандидатських та докторських дисертацій. Має наукову школу з проблем індивідуалізації та технологізації  педагогічної освіти, результати дослідження якої представлені на Державну премію України в галузі освіти. Під  її керівництвом успішно захищено 10 кандидатських дисертацій. Засновник та науковий редактор видання «Науковий вісник Миколаївського державного університету» напрям «Педагогічні науки» та серії видань «Педагогічна освіта XXI століття». Підготувала та провела 15 всеукраїнських і міжнародних  наукових конференцій. Створила музей-лабораторію  «Педагогічна освіта Миколаївщини» (2010)
Брала участь у   розробці концепції реформування педагогічної освіти в Україні (1999), стандарту психолого-педагогічних дисциплін у структурі підготовки майбутнього вчителя.   Результати наукових розвідок     представлені в  спільному проекті уряду Нідерландів та міжнародної організації «Вчені за глибинну екологію особистості»    у вигляді доповіді «Індивідуальність учителя» (Arnhem, Netherlands, 1995). Матеріали   досліджень увійшли до підсумкового звіту  Ради Європи «Розвиток людських ресурсів для шкільної освіти в Європі» (Есторіль, Португалія, 1996).   Учасник  ІІ Всеукраїнського з'їзду освітян  (2001).
Засновник  та директор ГО Центр «Європейська освіта дорослих» і  Благодійного фонду  «Пані». Пройшла навчання в рамках Міжнародної  освітньої програми підготовки професіоналів у галузі освіти дорослих включно з питаннями громадянської освіти (за підтримки Представництва Німецької асоціації народних університетів DVV International, Української асоціації освіти дорослих, Ініціативного центру сприяння активності та розвитку громадського почину «Єднання»), взяла участь у розробці еталонної навчальної програми «Вступ до освіти дорослих» для підготовки  тренерів-андрагогів.
О. М. Пєхота — член Міжвідомчої ради з координації психолого-педагогічних досліджень НАПН України (з 2008), науково-методичної ради Міністерства освіти і науки України з педагогічної освіти (2007), експертно-громадської ради  Миколаївського міськвиконкому (з 2016). Автор міських проектів: «Громадський бюджет: від ідеї до результату», «Твої можливості впливу на владу», «Неформальна освіта дорослих Миколаївщини», «Фестиваль неформальної освіти дорослих», конкурсу молодих   учителів Миколаївщини «Нове ім'я».

## Наукові праці
- Автор близько 280 наукових праць, серед яких монографії та науково-методичні посібники:
- Пехота Е. Н.  Индивидуализация профессионально-педагогической подготовки учителя: монография / Е. Н. Пехота; ред. И. А. Зязюн. — К.: Вища школа, 1997. — 281 с.
- Пєхота О. М. Освітні технології: Навч.-метод. посіб. / О. М. Пєхота, А. З. Кіктенко, О. М. Любарська та ін.; За заг. ред. О. М. Пєхоти. — К.: А. С.К., перевидання 2001, 2004—256 с. Рекомендовано Міністерством освіти і науки України як навчальний посібник для студентів вищих навчальних закладів
- Педагогічні технології у неперервній професійній освіті: монографія / С. О. Сисоєва, О. М. Пєхота, А. М. Алексюк та ін.;    за ред. Сисоєвої  С. О. АПН України, Ін-т педагогіки і психології проф. освіти. — К.: ВІПОЛ, 2001. — 504 с.
- Підготовка майбутнього  вчителя до впровадження педагогічних технологій: Навч. посіб. /  О. М. Пєхота, В. Д. Будак, В. І. Шуляр та ін..; за ред.. І. А. Зязюна, О. М. Пєхоти. — К.:   А. С. К. , 2003. — 240 с.
- Пєхота О. М. Особистісно орієнтоване навчання: підготовка вчителя: навч. — метод. посіб. / О. М. Пєхота, А. М. Старєва. — Миколаїв: Іліон, 2007. — 272 с. Рекомендовано Міністерством освіти і науки України як навчальний посібник для студентів вищих навчальних закладів
- Вища педагогічна освіта і наука України: історія, сьогодення та перспективи розвитку. Миколаївська область. / Ред. рада вид.: В. Г. Кремень (гол.) [та ін.]; редкол. тому: В. Д. Будак (гол.) [та ін.] — К.: Знання України, 2010. — 311 с.
- Пєхота О. М. Індивідуальність учителя: теорія і практика: навчальний посібник / Олена Миколаївна Пєхота. — Миколаїв: Іліон, перевидання 2009, 2011. — 272 с. — Рекомендовано Міністерством освіти і науки України як навчальний посібник для студентів вищих навчальних закладів (Серія «Педагогічна освіта — ХХІ»)
- Pehota Elena. Individuality of the teacher: the manual for students and teachers / Elena Pehota. — Mykolaiv: Ilion 2011. — 196 p. — (Серія «Педагогічна освіта — ХХІ»)
- Пєхота О. М. Формування технологічної культури майбутнього викладача: монографія /О. М. Пєхота, І. В. Середа, Н. О. Прасол та ін.; за наук. ред. О. М. Пєхоти. — Миколаїв: Іліон, 2016. — 314 с. — (Серія «Педагогічна освіта — ХХІ»)